# Dag Bjørndalen
Dag Bjørndalen (Drammen, 2 aprile 1970) è un ex biatleta norvegese.
È fratello di Ole Einar, a sua volta biatleta di alto livello.

## Biografia
In Coppa del Mondo ottenne il primo risultato di rilievo il 29 gennaio 1989 a Ruhpolding (5°), il primo podio il 15 dicembre 1996 a Oslo Holmenkollen (2°) e la prima vittoria l'11 gennaio 1998 a Ruhpolding.
In carriera prese parte a un'edizione dei Giochi olimpici invernali, Nagano 1998 (10° nell'individuale, 2° nella staffetta), e a sette dei Campionati mondiali, vincendo tre medaglie.

## Palmarès

### Olimpiadi
- 3 medaglie:
  - 1 argento (staffetta[3] a Nagano 1998)

### Mondiali
- 3 medaglie:
  - 1 oro (gara a squadre[3] ad Anterselva 1995)
  - 1 argento (staffetta[3] a Osrblie 1997)
  - 1 bronzo (staffetta[3] a Kontiolahti/Oslo 1999)

### Coppa del Mondo
- Miglior piazzamento in classifica generale: 12º nel 1998
- 11 podi (tutti a squadre[2]), oltre a quelli ottenuti in sede olimpica e iridata e validi anche ai fini della Coppa del Mondo:
  - 3 vittorie
  - 4 secondi posti
  - 4 terzi posti

#### Coppa del Mondo - vittorie
| Data            | Località   | Nazione  | Specialità                                                      |
| --------------- | ---------- | -------- | --------------------------------------------------------------- |
| 11 gennaio 1998 | Ruhpolding | Germania | RL (con Egil Gjelland, Frode Andresen e Ole Einar Bjørndalen)   |
| 9 gennaio 2000  | Oberhof    | Germania | RL (con Egil Gjelland, Halvard Hanevold e Ole Einar Bjørndalen) |
| 10 gennaio 2001 | Ruhpolding | Germania | RL (con Egil Gjelland, Frode Andresen e Ole Einar Bjørndalen)   |

Legenda:

RL = staffetta